# M110 (astronomia)
La galassia ellittica M110 (nota anche come Oggetto Messier 110, Messier 110, M110, o NGC 205) è una galassia ellittica nella costellazione di Andromeda, un satellite della galassia di Andromeda, e un membro del Gruppo Locale di galassie. È stata scoperta il 10 agosto 1773 dall'astronomo Charles Messier, che curiosamente non la inserì nel suo catalogo, accontentandosi di disegnarla sullo schema della "Grande Nebulosa Andromeda". È stata infine aggiunta nel catalogo nel 1966 da Kenneth Glyn Jones. Caroline Herschel la scoprì in maniera indipendente il 27 agosto 1783 e William Herschel la catalogò il 5 ottobre 1784 sotto la denominazione H V.18. M110 è il secondo satellite più luminoso della galassia di Andromeda.

## Caratteristiche
M110 è un membro del Gruppo Locale di galassie. Come M32, orbita attorno alla galassia di Andromeda e rispetto a un osservatore terrestre è situata a nord-ovest del bulge di quest'ultima. La sua distanza è di 2.900.000 anni luce e la sua massa è stimata fra i 3,6 e 15 milioni di masse solari. M110 è contornata da un alone in cui sono stati osservati 8 ammassi globulari. Nel suo centro è ancora possibile la formazione di stelle, e sono state osservate delle giovani stelle blu.
Questa galassia è classificata come E6p (p indica particolare in inglese) a causa della presenza di strutture scure, probabilmente delle nuvole di polveri.

### Libri
- (EN) Stephen James O'Meara, Deep Sky Companions: The Messier Objects, Cambridge University Press, 1998, ISBN 0-521-55332-6.

### Carte celesti
- Toshimi Taki, Taki's 8.5 Magnitude Star Atlas, su geocities.jp, 2005. URL consultato il 7 novembre 2010 (archiviato dall'url originale il 5 novembre 2018). - Atlante celeste liberamente scaricabile in formato PDF.
- Tirion, Rappaport, Lovi, Uranometria 2000.0 - Volume I - The Northern Hemisphere to -6°, Richmond, Virginia, USA, Willmann-Bell, inc., 1987, ISBN 0-943396-14-X.
- Tirion, Sinnott, Sky Atlas 2000.0 - Second Edition, Cambridge, USA, Cambridge University Press, 1998, ISBN 0-933346-90-5.
- Tirion, The Cambridge Star Atlas 2000.0, 3ª ed., Cambridge, USA, Cambridge University Press, 2001, ISBN 0-521-80084-6.